# Gilbender Erd-Ritterling
Der Gilbende Erd-Ritterling oder Silbergraue Erd-Ritterling (Tricholoma scalpturatum, synonym Tricholoma argyraceum) ist eine Pilzart aus der Familie der Ritterlingsverwandten (Tricholomataceae). Es ist ein silbergrau bis graubraun-hütiger, feinfaserig bis geschuppter Ritterling, mit mehligem Geruch und gilbendem Fleisch und Lamellen. Die Fruchtkörper des Mykorrhizapilzes erscheinen von Mai bis November in Laub- und Nadelwäldern sowie in Parkanlagen und Gärten. Der Pilz ist bedingt essbar, aber minderwertig.

## Merkmale

### Makroskopische Merkmale

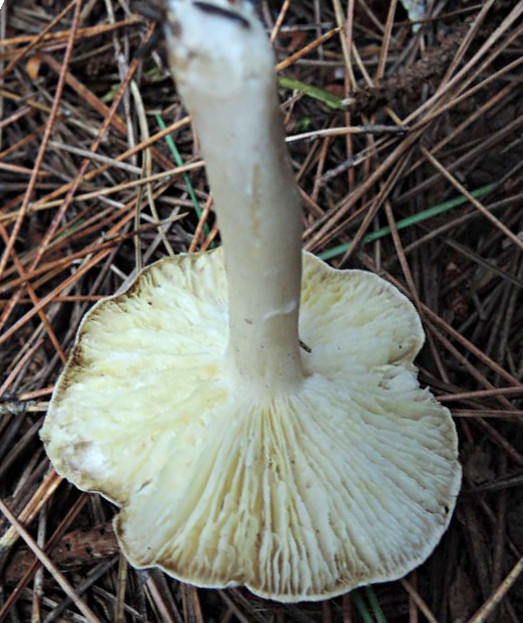
Ältere Exemplare haben zitronengelb verfärbte Lamellen

Der trockene, matte Hut ist 3–8 cm breit. Er ist anfangs gewölbt bis kegelig, flacht aber schon bald ab und trägt dann in der Mitte einen mehr oder weniger deutlichen stumpfen Buckel. Der sehr dünne, scharfe Rand bleibt lange Zeit heruntergebogen und ist feinfasrig behangen. Im Alter ist er oft eingerissen und gelbfleckig. Die Oberfläche ist auf hellgrauem oder graubräunlichem Grund grau bis dunkelgrau radialfasrig oder feinschuppig. Die etwas fleischigere Hutmitte ist dunkler gefärbt. Da die Fruchtkörper gilben, sind ältere Exemplare blass-graugelblich gefärbt.
Die fast gedrängt stehenden, weißlichen Lamellen sind ausgebuchtet am Stiel angewachsen und laufen mit einem Zahn daran herab. Sie sind mehr oder weniger untermischt und gilben bei reifen Fruchtkörpern bei Berührung oder nach längerem Liegen. Das Sporenpulver ist weiß.
Der ausgestopfte bis hohlfaserige und unberingte Stiel ist 3–8 cm lang und 0,3–1,2 cm breit. Er ist weiß bis grau-weißlich und hat eine weich-seidig bis feinfasrige Oberfläche, die Stielspitze ist feinflockig. Junge Stiele sind mit flüchtigen, faserigen Velumresten behangen, später gilbt er deutlich und besonders berührte Stellen verfärben sich gelb- bis ocker-graulich. Das dünne, ziemlich weiche, gilbende Fleisch ist weiß bis grau-weißlich gefärbt. Es riecht schwach mehlig und schmeckt erdig-mehlig und mild.

### Mikroskopische Merkmale
Die inamyloiden, glatten und hyalinen Sporen sind elliptisch und messen 5–7 × 3–4 µm.

## Artabgrenzung
Der Gilbende Erd-Ritterling unterscheidet sich von dem sehr ähnlichen Gemeinen Erd-Ritterling (Tricholoma terreum) vor allem durch das mehlig-riechende und gilbende Fleisch, auch wirkt der ganze Fruchtkörper meist zierlicher. Der ebenfalls sehr ähnliche Beringte Erdritterling (Tricholoma cingulatum) unterscheidet sich durch seinen ausgeprägten Stielring. Mikroskopisch trennen ihn seine etwas kleineren Sporen. Alle anderen Merkmale, wie Geruch und Geschmack stimmen weitgehend mit dem Gilbenden Erd-Ritterling überein. Eine weitere ähnliche und verwandte Art ist der Spitzgebuckelte Erd-Ritterling (Tricholoma inocyboides A. Pearson). Er wird heute nur noch als Varietät des Gilbenden Erd-Ritterlings angesehen. Es ist der kleinste Pilz aus dieser Gruppe, der mit seinem spitzhütigen, kaum schuppigen Hut stark an einen Risspilz erinnert. Auch er riecht mehlartig, aber besonders bei älteren Exemplaren hat der Geruch zusätzlich eine sehr unangenehme Komponente.
Ebenfalls sehr ähnlich ist der Tiger-Ritterling (Tricholoma pardinum). Er ist größer und gedrungener und junge Fruchtkörper haben meist einen etwas bauchig-knolligen Stiel. Der silbergraue Hut ist meist gröber geschuppt und bei feuchter Witterung findet man an Lamellen und der Stielspitze oft Wasserperlen. Der Ritterling schmeckt ebenfalls mild und riecht wie der Gilbende Erd-Ritterling nach Mehl. Die Art ist in Norddeutschland sehr selten, kommt aber in den Kalkgebieten von Mittel- und Süddeutschland etwas häufiger vor.
Einige Autoren trennen die hier in einem weiten Sinne aufgefasste Art Tricholoma argyraceum (sensu lato) in die zwei Arten:  Tricholoma scalpturatum und in (Tricholoma argyraceum) sensu stricto. Tricholoma argyraceum s. s. soll einen fein silberweiß-gefaserten, nicht schuppigen Hut haben und insgesamt schmächtiger sein. Auch soll er weniger deutlich nach Mehl riechen und weniger stark gilben.

## Ökologie
Der Gilbende Erd-Ritterling wächst in oft grasigen Buchen- und Tannenwäldern mit und ohne eingestreute Fichten, sowie in entsprechenden Eichen-Hainbuchen und Edellaubbaumwäldern, aber auch in Fichtenforsten. In Au- und Bruchwäldern kommt er vergleichsweise selten vor. Dafür findet man ihn sehr häufig an Waldwegrändern, auf Waldlichtungen und in Gebüschen, aber auch in Parkanlagen und Gärten. Der Pilz wächst an nicht zu schattigen Stellen, auf frischen, neutralen bis basischen, sowie nährstoffgesättigten Böden, meist über Kalkgestein, kalkhaltigen Sanden oder Mergeln.
Der Mykorrhizapilz kann mit verschiedenen Laub- und Nadelbäumen eine Partnerschaft eingehen. Die häufigsten Begleitbäume sind Rotbuchen, Birken, Fichten, Eichen und Kiefern. Die Fruchtkörper erscheinen trupp- bis scharenweise von Mai bis November. Der Pilz wächst sowohl im Flachland als auch im Bergland, in den Schweizer Alpen steigt der Ritterling bis in 2650 m Höhe auf.

## Verbreitung

Europäische Länder mit Fundnachweisen des Gilbenden Erd-Ritterlings.
Legende:
Länder mit Fundmeldungen
Länder ohne Nachweise
keine Daten
außereuropäische Länder

Der Gilbende Erd-Ritterling wurde in Nordamerika (USA, Kanada), Südamerika (Chile), Nordasien (Ostsibirien, Japan), Nordafrika (Marokko), auf den Kanaren und in Europa nachgewiesen. In der Holarktis ist sein Verbreitungsgebiet meridional bis boreal. Er ist wohl in ganz Europa verbreitet. Im Süden findet man ihn von Spanien über Italien bis nach Griechenland, Rumänien und der Ukraine. Außerdem kommt er in ganz Westeuropa vor, in Großbritannien ist er nordwärts bis zu den Hebriden verbreitet. Im Norden findet man in ganz Fennoskandinavien und auf Island. In Norwegen und Schweden reicht sein Verbreitungsgebiet bis zum 68. Breitengrad.

## Bedeutung
Der Gilbende Erd-Ritterling ist zwar grundsätzlich essbar, er ist aber so minderwertig, dass er bestenfalls als Mischpilz verwendet werden kann. In vielen Pilzführern wird er sogar als ungenießbar bezeichnet, nicht zuletzt deswegen, weil unerfahrene Pilzsammler den Gilbende Erdritterling sehr leicht mit dem giftigen Tiger-Ritterling verwechseln können. Der Tiger-Ritterling ist zwar nicht lebensgefährlich, kann aber recht unangenehme und langwierige Darmstörungen hervorrufen.